# Видеопочта
Видеопочта — устаревшая технология, так как современный интернет позволяет пересылать видеосообщения любого размера и предоставляет видеосвязь с помощью различных программ. Представляет собой систему обмена сообщениями, где веб-камера используется для записи видео сообщения, которое затем можно отправить по электронной почте. Некоторые видеосервисы, предоставляющие услуги видеопочты требуют скачать клиентское приложение для отправки видео-сообщения, а другие предлагают веб-вариант, который позволяет отправлять видеопочту без загрузки клиентского приложения.

## Операции
Видеопочта работает так же, как обмен текстовыми сообщениями, за исключением того, что отправитель может включать в сообщение своё видео. Система видео-сообщений обеспечивает запись видео через предоставление доступа видеосервису. Затем адресат может получить видео-сообщение и просмотреть его через тот же видеосервис в любой точке мира. Отправитель записывает видео-сообщение, используя веб-камеры или другие технологии, и посылает на приёмник, который реагирует на записанные сообщения и обрабатывает их. Видеосообщения по своему характеру могут варьироваться, могут быть, как личные, так и деловые.
Отправка видеосообщения требуется два фундаментальных действия:
1. Создать видеофайл.
2. Связать видеофайл и сообщение электронной почты.

Для того чтобы создать видеофайл пользователю потребуется видеокамера и микрофон, как минимум, и как дополнение — программное обеспечение обеспечивающее запись видео. Большинство новых компьютеров поставляются с предварительно установленной всех требований, многие компьютеры готовы к работе с видеопочтой.

## Использование
Видеопочта позволяет людям более качественно передавать свои эмоциональные настроения в электронных сообщениях, что делает более предпочтительным выбором для связи.
Видеопочта так же на пути помощи людям с ограниченными возможностями, облегчая их действия при попытке связываться с окружающими (не нужно печатать на клавиатуре сообщение) а также устраняет проблемы при чтении письма, ведь теперь можно слышать голосовое сообщение отправителя.
Так же существует возможность использования сервиса видеопочты для ведения личных видеодневников, что бы потом спустя время просмотреть и оценить свои ощущения.
Есть примеры использования видеосообщений в частной практике психологов, так пациенту не нужно записываться на приём и ждать свою очередь, он просто записывает на видео свои ощущения и отправляет своему лечащему врачу видео-сообщения, что позволяет ускорить взаимодействие врача и пациента.
Видеописьма получают распространение в качестве эффективного средства маркетинга.

## Преимущества
Отправка видеописьма позволяет получателю легче, понять отправителя, так существует визуальный контакт. Хотя они не могут реагировать в реальном времени, в большинстве случаев они могут послать в ответ своё видеосообщение.
Видеопочта устраняет необходимость печатать и составлять композицию письма, это может быть трудным для некоторых людей. Так же устраняет требования к ошибками, и опасения того что текст письма может быть неправильно истолкован. Люди могут использовать тон голоса и физические выражения, например, жестикуляцию, чтобы помочь донести истинную суть сообщения.
Поскольку технология продолжает развиваться, пользователям становится всё проще начинать работать с видеопочтой. Большинство программ не требуют загрузки и многие видеосервисы предоставляют бесплатные услуги. Всё, что, как правило, необходимо, так это учётная запись электронной почты, процесс регистрации на видеосервисе и веб-камера для записи видеосообщения.

## Недостатки
- Некоторые видеосервисы могут ограничить длительность записи видеосообщения от 30 секунд до 10 минут.
- Некоторые сервисы могут не разрешить дополнительные вложения в видео-сообщения.
- Некоторые сервисы могут взимать дополнительную плату.
- Могут быть ограничения для конкретной операционной системы.
- На качество записи и воспроизведения видео влияет полоса пропускания
- Linux может не поддерживаться некоторыми услугами.
- Возможно присутствие задержки при просмотре видео.